# Cochlicopidae
Cochlicopidae agatsneglefamilien er i Danmark repræsenteret af 3 forskellige snegle. Agatsnegl (Cochlicopa lubrica), Lille agatsnegl (Cochlicopa lubricella) og Stor agatsnegl (Cochlicopa nitens).

## Klassifikation
Familien har fire slægter
- Azeca
  - Azeca goodalli
- Cochlicopa
  - Cochlicopa lubrica (Agatsnegl)
  - Cochlicopa lubricella (Lille agatsnegl)
  - Cochlicopa nitens (Stor agatsnegl)
  - Cochlicopa repentina
- Cryptazeca
- Hypnophila